# Svenska Valutagruppen
Svenska Valutagruppen var en valutamäklare verksam i Stockholm som försattes i konkurs 13 mars 2009. Företagets ägdes av Alfonso Bermudez Granlund som också var dess verkställande direktör.
Företaget registrerades som aktiebolag 2006 och inriktade sig på privatkunder som önskade placera pengar på valutamarknaden i spekulationssyfte. Även placeringar på marknaden för ädelmetaller var möjliga via Svenska Valutagruppen. I jämförelse med aktier har handel på valutamarknaden varit betydligt ovanligare för privatpersoner att ägna sig åt, så företaget bearbetade i huvudsak potentiella kunder utan tidigare erfarenhet av valutahandel. Företaget värvade kunder genom telefonförsäljning sedan åtminstone början av 2007, har även förekommit på evenemang arrangerade av Aktiespararna. I oktober 2007 gick Svenska Valutagruppen in som sponsor i Hammarby Hockey, som vid detta tillfälle hade ekonomiska problem, och några månader senare gick i konkurs.
Enligt företagets årsredovisning för 2007 hade det 17 anställda och en omsättning på 11,33 miljoner kronor. Redan från 2007 förekom påståenden om att företaget ej var seriöst och hade ung personal med begränsade kunskaper om valutamarknaden och dess risker.
Under början av 2009 uppges företaget ha varit i det närmaste omöjligt för dess kunder att komma i kontakt med. Strax därefter fick företagets kunder ett brev där det meddelades att Svenska Valutagruppen utsatts för ekonomisk brottslighet. Ekobrottsmyndigheten inledde en förundersökning om ekonomisk brottslighet 12 mars 2009. I samband med detta uppgavs att 120 miljoner kronor och företagets verkställande direktör Alfonso Bermudez Granlund var försvunna, samt att cirka 500 kunder var drabbade. VD:ns advokat dementerade senare att han skulle vara försvunnen. 13 mars 2009 försattes sedan företaget i konkurs. Företaget var på grund av sin verksamhet registrerat hos Finansinspektionen men stod ej under någon särskild tillsyn.
Den 14 juli 2015 dömdes mannen i tingsrätten till två års fängelse för bland annat grov oredlighet mot borgenär och trolöshet mot huvudman. Dock friades han från anklagelserna om grov förskingring och grov oredlighet mot borgenär.